# Lotus cytisoides
Il ginestrino delle scogliere (Lotus cytisoides L.) è una pianta erbacea della famiglia delle Leguminose, diffusa nel bacino del Mediterraneo.

## Descrizione
È una pianta erbacea camefita suffruticosa alta sino a 20–25 cm, con portamento prostrato-ascendente.

Il fusto è legnoso alla base e si suddivide in una serie di rami sottili  che formano cespugli a forma di cuscino.

Le foglie sono di colore verde e consistenza carnosa, ricoperte da una rada peluria.

I fiori, di colore giallo, sono riuniti in ombrelle. La fioritura avviene ad aprile-maggio.

Il frutto è un legume di colore bruno, di forma cilindrica, lungo fino a 6 cm.

## Distribuzione e habitat
Questa specie è diffusa nelle aree costiere del bacino del Mediterraneo (Europa meridionale, Asia minore, Medio Oriente e Nord Africa).

In Italia è presente nelle regioni del centro e del sud, nonché in Sicilia e Sardegna; la Liguria rappresenta la regione italiana più settentrionale in cui riesce a svilupparsi.
Cresce in habitat soleggiati e aridi a ridosso del mare.

## Tassonomia
Sebbene in passato sia stata considerata da alcuni Autori come una mera varietà di Lotus creticus, recenti studi molecolari ne confermano lo status di specie a sé stante.